# Calymmodon borneensis
Calymmodon borneensis är en stensöteväxtart som beskrevs av Barbara S. Parris. Calymmodon borneensis ingår i släktet Calymmodon och familjen Polypodiaceae. Inga underarter finns listade.